# Acetarsol
Acetarsol är en kemisk förening med formeln C8H10AsNO5. Ämnet är ett medel mot infektioner.
Acetarsol har funnits som stolpiller och har använts för att behandla den metronidazolresistenta protozoen Trichomonas vaginalis samt ulcerös kolit.[källa behövs] Ämnets PubChem-nummer är 1985 och dess ATC-koder är A07AX02, G01AB01, P01CD02 samt QP51AD05.

## Struktur
Kemiskt är acetarsol ett derivat av arsonsyra, en molekyl med formeln HAs(=O)(OH)2.

## Biverkningar
Kännedom om läkemedlets toxicitet är i dagsläget ofullständigt men de fåtal biverkningar som rapporterats är bland annat allergiska hudsymtom.

## Halveringstid
Acetarsol har lång halveringstid. Utsöndringen sker huvudsakligen via njurarna vilket bör beaktas vid nedsatt njurfunktion.[källa behövs]